# Raging Silence
Raging Silence (с англ. — «Яростная тишина») — 17-й студийный альбом британской рок-группы Uriah Heep. Это первый студийный альбом группы с участием канадского вокалиста Берни Шо и британского клавишника Фила Лансона, которые с тех пор являются неизменными её участниками. Альбом спродюсирован Ричардом Доддом, который известен по сотрудничеству с Джорджем Харрисоном и The Traveling Wilburys. Название и обложка альбома являются отсылкой к альбому «The Roaring Silence» (1976) рок-группы Manfred Mann's Earth Band. Это первый студийный альбом Uriah Heep, выпущенный на компакт-диске.
Первым синглом на Raging Silence стал кавер на давний хит группы Argent «Hold Your Head Up». Вторым синглом стала песня «Blood Red Roses», написанная предыдущим вокалистом группы Питером Голби.

## Список композиций
1. «Hold Your Head Up» (Род Арджент, Крис Уайт) — 4:33 (кавер Argent)
2. «Blood Red Roses» (Питер Голби) — 4:10
3. «Voice on My TV» (Мик Бокс, Фил Лансон) — 4:20
4. «Rich Kid» (Тревор Болдер) — 4:49
5. «Cry Freedom» (Бокс, Лансон) — 4:34
6. «Bad Bad Man» (Лансон) — 4:11
7. «More Fool You» (Бокс, Лансон) — 3:34
8. «When the War Is Over» (Стив Прествич) — 5:09 (кавер Cold Chisel)
9. «Lifeline» (Роб Родди, Леон Медика, Ферджи Фредериксен, Тони Хасельден) — 4:53 (кавер LeRoux)
10. «Rough Justice» (Бокс, Лансон, Болдер, Берни Шо) — 4:21

## Участники записи

#### Uriah Heep
- Мик Бокс — гитара, вокал
- Ли Керслейк — ударные, вокал
- Тревор Болдер — бас-гитара, вокал
- Фил Лансон — клавишные, вокал
- Берни Шо — ведущий вокал

#### Дополнительные музыканты
- Бретт Морган — ударные
- Френк Рикотти — перкуссия
- Мария Закоджива — фраза на русском языке в «Cry Freedom»

#### Производство
- Ричард Додд — продюсер, звукоинженер, аранжировки
- Эшли Хоу — звукоинженер, аранжировки
- Тим Янг — мастеринг в CBS Studios, Лондон